# المادوی
المادوی (به لاتین: Almadevi) یک منطقهٔ مسکونی در نپال است که در Gandaki Zone واقع شده‌است.

## خصوصیات
المادوی ۴٬۳۳۲ نفر جمعیت دارد.